# Contact Image Sensor

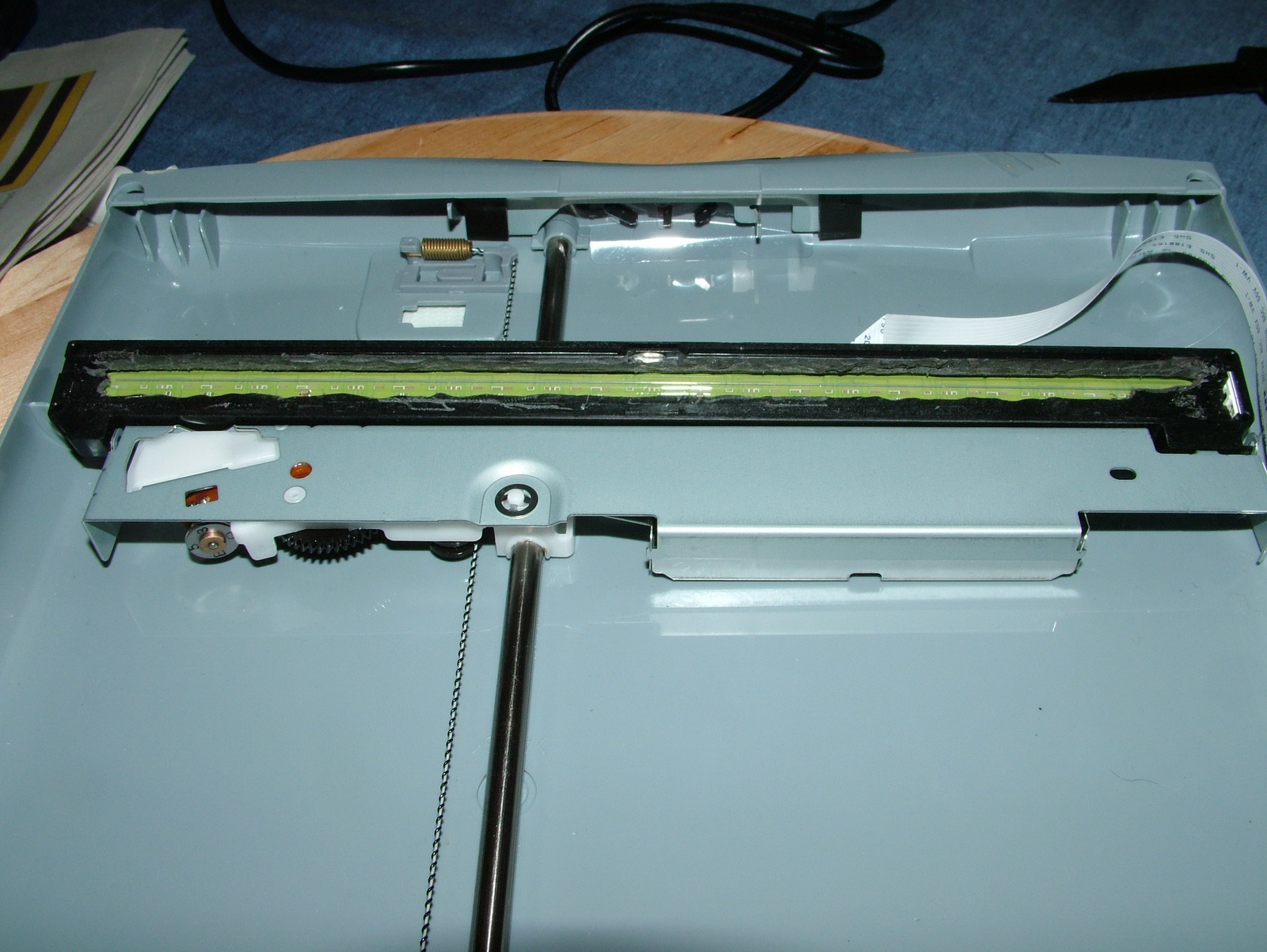
Датчик CIS в планшетном сканере

Contact Image Sensors (с англ. — «Контактный датчик изображения»), CIS — технология сканирования изображений в планшетных сканерах, которая обеспечивает большую точность при более простой конструкции сканера, чем более ранняя технология CCD.

## История
Технология CIS разработана в 1960-х годах, а широкое распространение она получила в 1990-е, когда проникла в сегмент широкоформатных сканеров.
На 2010 год технология сканирования CIS используется в настольных МФУ, сканерах, факсах, в считывателях чеков, в торговых автоматах и многих других устройствах.

## Технология

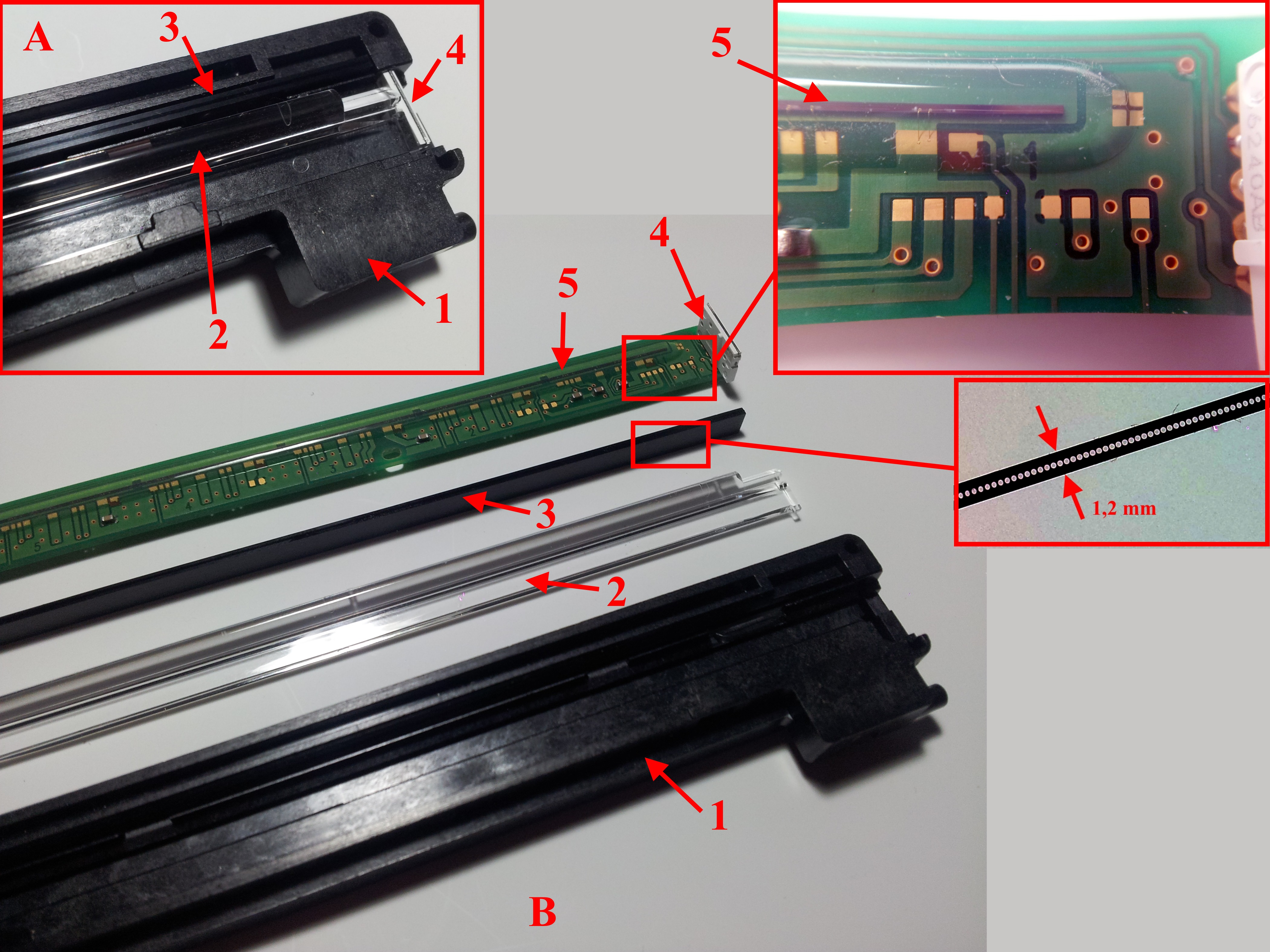
Модуль сканирования CIS сканера Canon MP500.
A: в сборе, B: разобранный.
1: корпус, 2: световод, 3: микролинзы, 4: светодиоды подсветки, 5: датчик CIS

Аббревиатура CIS расшифровывается как «Contact Image Sensors», что в переводе на русский язык означает «контактный датчик изображения», и это название точно сообщает об особенности технологии CIS, в которой светочувствительные датчики располагаются в непосредственной близости к изображению.
Как и в более ранней технологии CCD, в CIS часто используются светочувствительные датчики ПЗС (англ. CCD), но нет системы зеркал и линз, что существенно упрощает конструкцию сканера и позволяет создавать широкоформатные сканеры с высокой точностью преобразования изображения с оригинала в цифровой вид. Иногда в CIS используют датчики КМОП (CMOS).
Аббревиатура предыдущей технологии сканирования «CCD» расшифровывается как «Charge Couple Device» (с англ. — «прибор с зарядовой связью», ПЗС), при этом то, что в сканерах с CIS также могут использоваться светоприёмники ПЗС (CCD), вносит терминологическую путаницу.
В CIS датчики изображения расположены на одной прямой поперёк всей ширины полосы сканирования, они считывают изображение по линии сканирования в масштабе 1:1, что исключает геометрические искажения, возникающие в линзе при технологии CCD, и обеспечивает высочайшую на 2010 год точность сканирования.
По сравнению со сканерами на технологии CCD, в случае CIS используется светодиодная подсветка (в CCD — люминесцентная лампа). Светодиоды не требуют разогрева и подогрева, включаются только на время сканирования (в ждущем режиме у сканеров с CIS энергия на подсветку не расходуется), что значительно снижает расход энергии сканером.
В предыдущей технологии сканирования — CCD, с датчиками Focused Image Sensors (с англ. — «фокусируемые датчики изображения») — система зеркало-линза-датчики имеет значительные габариты и фокусное расстояние порядка метра, поэтому такой сканер чувствителен к вибрации и ускорению (например, если кто-то сдвинул сканер во время сканирования), из-за которых могут возникать сдвиги изображения, не возникающие при тех же воздействиях на сканеры CIS.
В технологии CIS в единый блок (модуль) собраны светодиодная линейка, стержневая линза и линейка датчиков изображения. Такой модуль имеет малые габариты и массу, что  позволяет выпускать сканеры меньшей массы и в корпусах меньшего объёма.
Преимущества сканеров с CIS перед CCD (на 2010 год):
- высокая геометрическая точность сканирования;
- высокая надежность;
- высокая производительность;
- низкая стоимость;
- меньшая полная стоимость владения.

Помимо классической технологии CIS существует фирменная технология Canon LiDE (LED InDirect Exposure) – переводится как «непрямое светодиодное экспонирование». Основным отличием является использование в подсветке сверхъярких светодиодов. Для снижения потерь свет от светодиодов к сканируемой поверхности передается по особой формы световоду. Кроме того, конструкция световода обеспечивает равномерность освещения сканируемой поверхности.
Использование технологии LIDE позволило существенно повысить скорость и качество сканирования, а также дало возможность сканировать прозрачные оригиналы, что является проблематичным на обычных CIS-сканерах.